# Santa Rosa de Cabal
Santa Rosa de Cabal ist eine Gemeinde (municipio) im Departamento Risaralda in Kolumbien.

## Geographie
Santa Rosa de Cabal liegt im Süden von Risaralda in der kolumbianischen Kaffeezone (Eje Cafetero), 15 km von Pereira entfernt, auf einer Höhe von 1701 m ü. NN und hat eine Jahresdurchschnittstemperatur von etwa 19 °C. Die Gemeinde liegt an der Westseite der Zentralkordillere der Anden. Die Gemeinde grenzt im Norden an Palestina, Chinchiná und Villamaría im Departamento de Caldas, im Süden an Pereira und Dosquebradas, im Osten an Villamaría sowie an Santa Isabel im Departamento de Tolima, und im Westen an Pereira, Marsella und Dosquebradas.

## Bevölkerung
Die Gemeinde Santa Rosa de Cabal hat 73.028 Einwohner, von denen 61.633 im städtischen Teil (cabecera municipal) der Gemeinde leben (Stand: 2019).

## Geschichte
Santa Rosa de Cabal wurde 1844 von Fermín López gegründet und von Antioquia aus im Zuge der sogenannten Colonización Antioqueña besiedelt.

## Wirtschaft
Die wichtigsten Wirtschaftszweige von Santa Rosa de Cabal sind der Kaffeeanbau und der Tourismus. Für den Tourismus sind unter anderem Thermalbäder und Wasserfälle wichtige Ziele, der Ortskern bewahrt aber auch die typische Architektur der Region des 19. Jahrhunderts.

## Söhne und Töchter der Stadt
- Enrique Alejandro Vallejo Bernal (1902–1984), römisch-katholischer Ordensgeistlicher, Apostolischer Präfekt von Tierradentro
- Augusto Trujillo Arango (1922–2007), Erzbischof von Tunja (1970–1998)
- Alberto Lee López (1927–1992), römisch-katholischer Ordensgeistlicher, Apostolischer Präfekt von Guapi
- Rubén Darío Gómez (1940–2010), Radrennfahrer
- Juan Carlos Osorio (* 1961), Fußballtrainer und ehemaliger -spieler
- Rubén Darío Jaramillo Montoya (* 1966), Bischof von Buenaventura (2017–)
- Álvaro Mejía Castrillón (* 1967), Radrennfahrer
- Diego Calderón (* 1983), Radrennfahrer